# Coccygodynie
Coccygodynie, Oudgrieks: κόκκυξ kókkux = staartbeen, ὀδυνη ódune = pijn, is pijn in het staartbeen, coccyx, net boven de anus. Oorzaak is een steriele beenvliesontsteking aan de stuit. Het kan voorkomen na bijvoorbeeld een val of bij een bevalling. Symptomen zijn onder andere: pijn bij het zitten of acute pijn bij het opstaan. Het staartbeentje kan losgewrikt of afgebroken zijn van het heiligbeen. Soms is er geen duidelijke aanleiding, de oorzaak is in dergelijke gevallen vaak langdurige overbelasting door in een onderuitgezakte zithouding, bijvoorbeeld bij televisie kijken of computerwerk. Een betere zithouding levert in dergelijke gevallen vaak snel verlichting.
De klachten moeten onderscheiden worden van die bij een anaal spasme, dat plotselinge heftige pijn veroorzaakt rond de anus.

## Behandeling
Remedie is gewoonlijk genezing van de ontsteking af te wachten. Indien de pijn door verkeerde houdingen komt, kan fysiotherapie en eventueel oefentherapie Cesar of Mensendieck hulp bieden om in het dagelijks leven meer bewust te zijn van het aannemen van een gezonde houding zoals rechtop staan, tillen vanuit knieën en een rechtop zitten. Het is mogelijk dat het staartbeen gedraaid is. Dit is met bekkenfysiotherapie te verhelpen.
In uitzonderlijke gevallen kan het nodig zijn het staartbeentje operatief te verwijderen, dat heet coccygectomie. Dit wordt alleen bij een niet tot slecht genezende verwonding van het staartbeen uitgevoerd.